# Saint James (bedrijf)
Saint James is een Franse kledingproducent gespecialiseerd in maritiem-geïnspireerde kleding, waaronder marinières. Het bedrijf is gevestigd in het gelijknamige stadje Saint-James in het Normandische departement Manche.

## Geschiedenis
In 1850 werd de eerste weverij van Saint-James opgericht. De fabriek produceerde wol voor lokale bonnetterieën en breiwinkels. In 1889 richtte de directeur van de weverij, Léon Legallais, het merk Saint James op. Saint James legde zich toe op het maken van kleding voor Normandische en Bretonse zeelieden, waaronder de wit-blauw gestreepte marinière. De dicht geweven wol maakte de kleding bijna waterdicht. De Franse marine was lange tijd de grootste afnemer van het bedrijf. Vanaf de jaren 1970 begon het bedrijf ook kleding voor het grote publiek te maken en in 1982 begon Saint James ook katoenen marinières te maken. Tegenwoordig is Saint James hierin marktleider, gevolgd door concurrenten Armor Lux en Orcival.
In 1990 en opnieuw in 2012 veranderde de onderneming van eigenaar. De huidige bedrijfsleider is Luc Lesénécal.
In 2014 ging het bedrijf een samenwerking aan met Le Slip français, een jong Frans bedrijf dat ondergoed en zwemkleding produceert en online verkoopt.